# Jean-Baptiste Chavannes
Cet article concerne l'agronome haïtien. Pour l'affranchi haïtien qui combattit pour l'indépendance des États-Unis et la reconnaissance de l'égalité des droits à Saint-Domingue, voir Jean-Baptiste Chavannes (1748-1791).
Pour les articles homonymes, voir Chavannes.
Chavannes Jean-Baptiste  (1947 en Haïti - ) est un agronome haïtien.

## Biographie
Il a fondé le Mouvement des Paysans Papaye (MPP) en 1973 pour apprendre aux Haïtiens les principes d'une agriculture durable. Le MPP est devenu l'un des plus efficaces mouvements paysans de l'histoire d'Haïti, réussissant sur les plans du développement économique, de la protection de l'environnement et de la survie de chacun. Dans le très instable climat politique haïtien, il a survécu à plusieurs tentatives d'assassinat. Des menaces de mort l'ont obligé à s'exiler entre 1993 et 1994.